# Транспортна компанія Лейпцига (Leipziger Verkehrsbetriebe)
Leipziger Verkehrsbetriebe (LVB) є муніципальною компанією міста Лейпциг, яка керує місцевим громадським транспортом (трамваї, міська електричка і автобуси) у місті та його околицях. Маршрутна мережа LVB інтегрована в Центральнонімецьку транспортну асоціацію (MDV). Створена 1 січня 1917 року в результаті злиття Великого лейпцизького тамвая (Großen Leipziger Straßenbahn) та Лейпцизького електричного трамвая (Leipziger Elektrischen Straßenbahn). Компанія працювала під назвою Große Leipziger Straßenbahn до 29 липня 1938 року.
LVB обслуговує 13 денних трамвайних ліній. З 1 квітня 2018 року трамвай також курсує вночі, нічна лінія N17, а також N10 у вихідні дні. Мережа трамвайних колій має загальну протяжність 143,5 км (у двоколійному розрахунку).
Зараз LVB обслуговує 47 автобусних маршрутів у місті та околицях. Серед них дев’ять (у вихідні – десять) ліній нічного руху. Ці нічні лінії працюють в кільцевому русі, вузол знаходиться на головному вокзалі.
Пасажирська консультативна рада існує з 1997 року. Члени не є працівниками компанії громадського транспорту Лейпцига і переобираються кожні чотири роки. Останні вибори відбулися в 2017 році.

## Структура

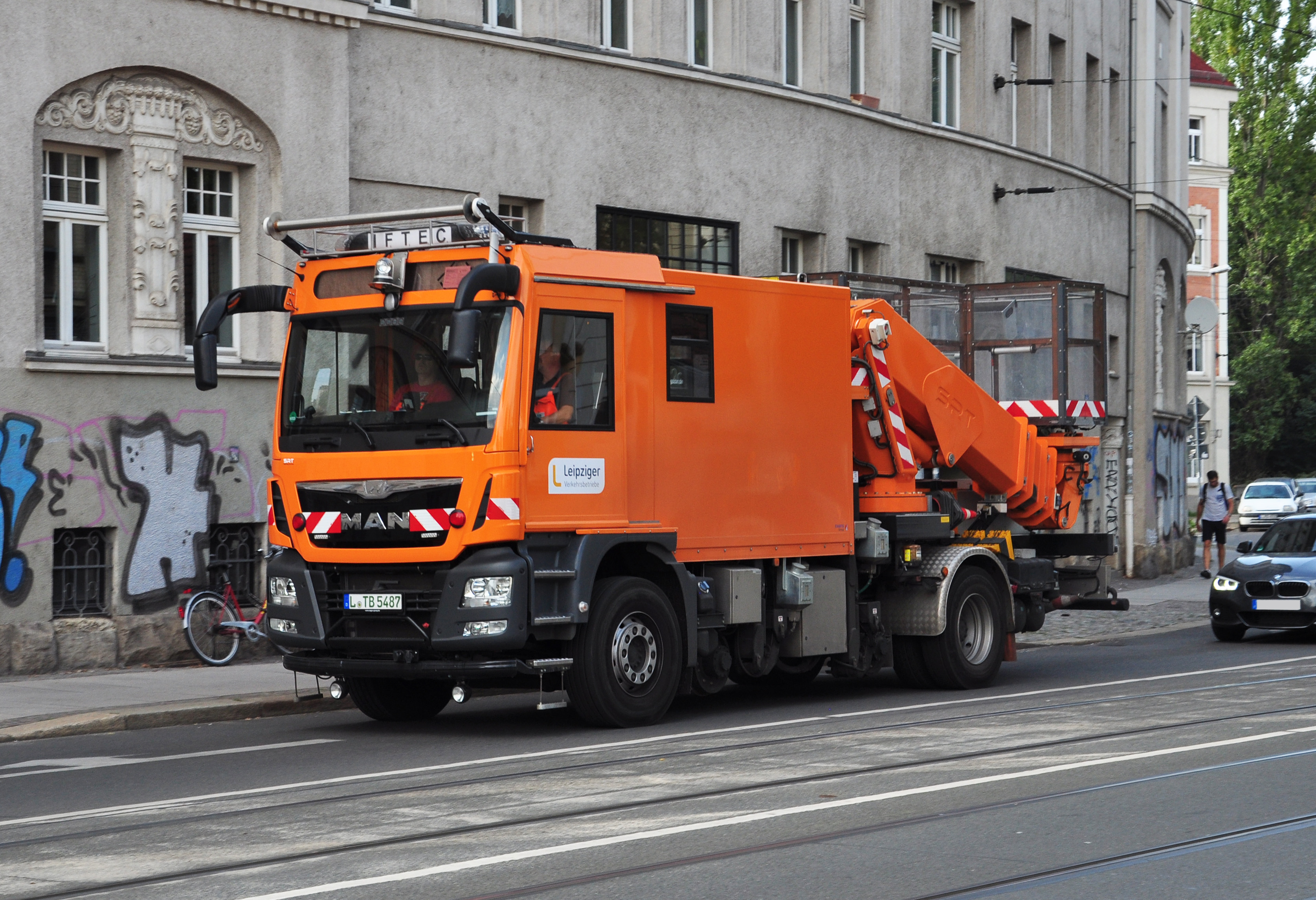
Технічна вантажівка для обслуговування контактної мережі, що належить підрозділу IFTEC

Компанія організована як холдинг і складається з наступних компаній:
- LeoBus GmbH (створена 1 листопада 2005) - виконує автобусні перевезення в Лейпцигу та в околицях Лейпцига;
- Leipziger Stadtverkehrsbetriebe (LSVB) GmbH - обслуговує трамваї в мережі Лейпцига, тоді як LVB виступає замовником;
- LTB Leipziger Transport und Logistik Betriebs GmbH - відповідає за управління автопарком і обслуговування транспортних засобів;
- IFTEC - пропонує індивідуальні рішення з обслуговування рейок і транспортних засобів;
- Leipziger Fahrzeugservice-Betriebe GmbH (LFB) - промислові послуги та технічні системні рішення в галузі транспорту;
- LIB Leipzig Infrastruktur Betriebe GmbH & Co - технічне обслуговування та будівництво систем залізничного та автомобільного руху;
- Leipziger Servicebetriebe (LSB) GmbH керує паркуванням і пропонує такі послуги, як прибирання та спостереження в транспортному секторі;
- LAB Leipziger Aus- und Weiterbildungsbetriebe GmbH - працює у сфері промислового та комерційного професійного навчання та подальшої освіти в транспортному секторі. Вона також відповідає за навчання в автошколах для трамваїв, автобусів і автомобілів у LVB Group.

## Зони відповідальності

Схема трамвайних маршрутів Лейпцига станом на 2021 рік

### Трамвай
LVB обслуговує 13 денних трамвайних маршрутів. З 1 квітня 2018 року після двадцяти років знову запрацювала нічна лінія N17, на додаток до лінії N10, яка була запроваджена наприкінці 2013 року, але курсує лише у вихідні дні.

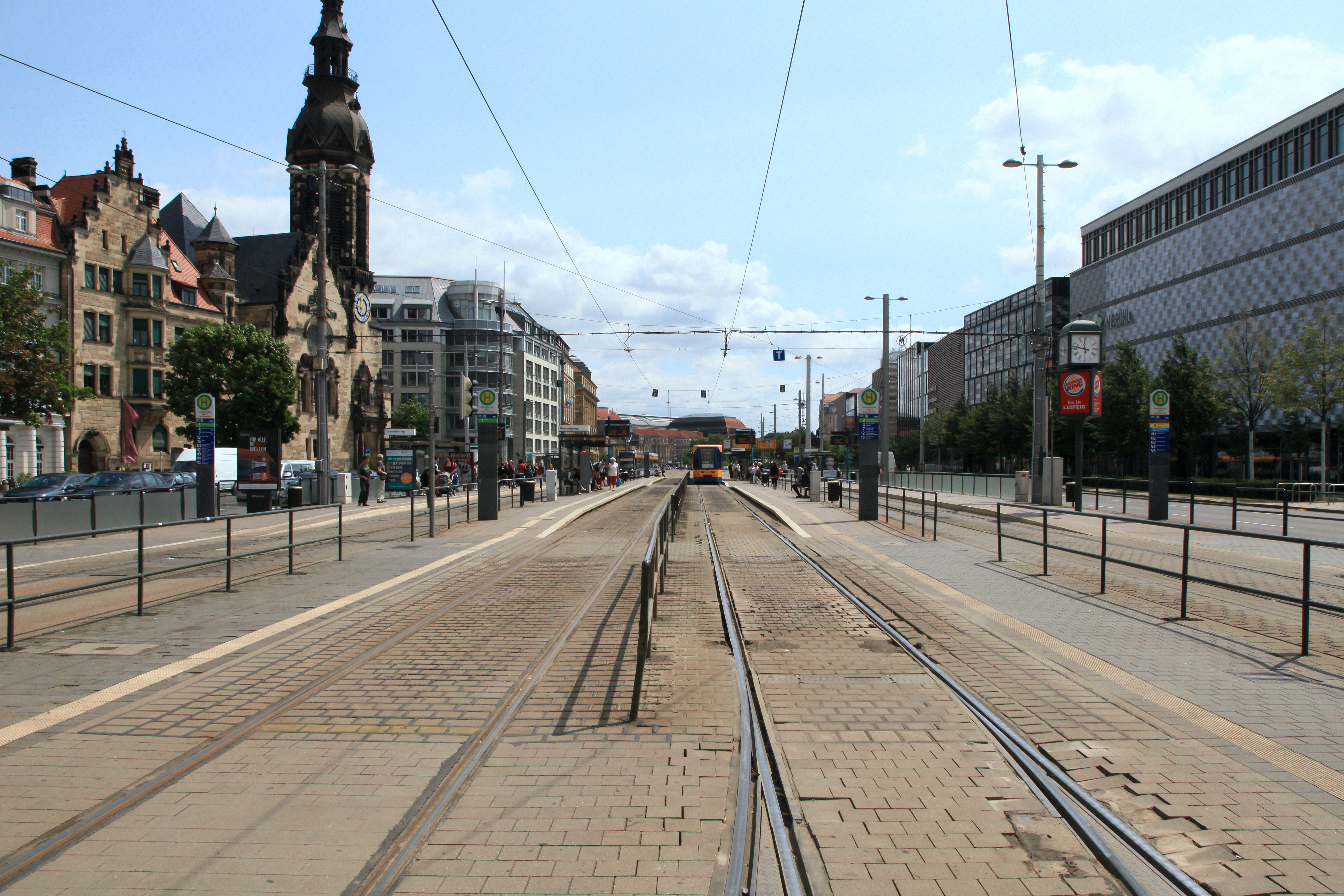
Чотирьохколійна трамвайна станція Goerdelerring, через яку протягом робочих днів проходить 87 трамваїв на годину

Маршрутна мережа має протяжність маршрутів 150,3 км (з них 7,8 км одноколійний) та 516 трамвайних зупинок (в обох напрямках).

### Автобус

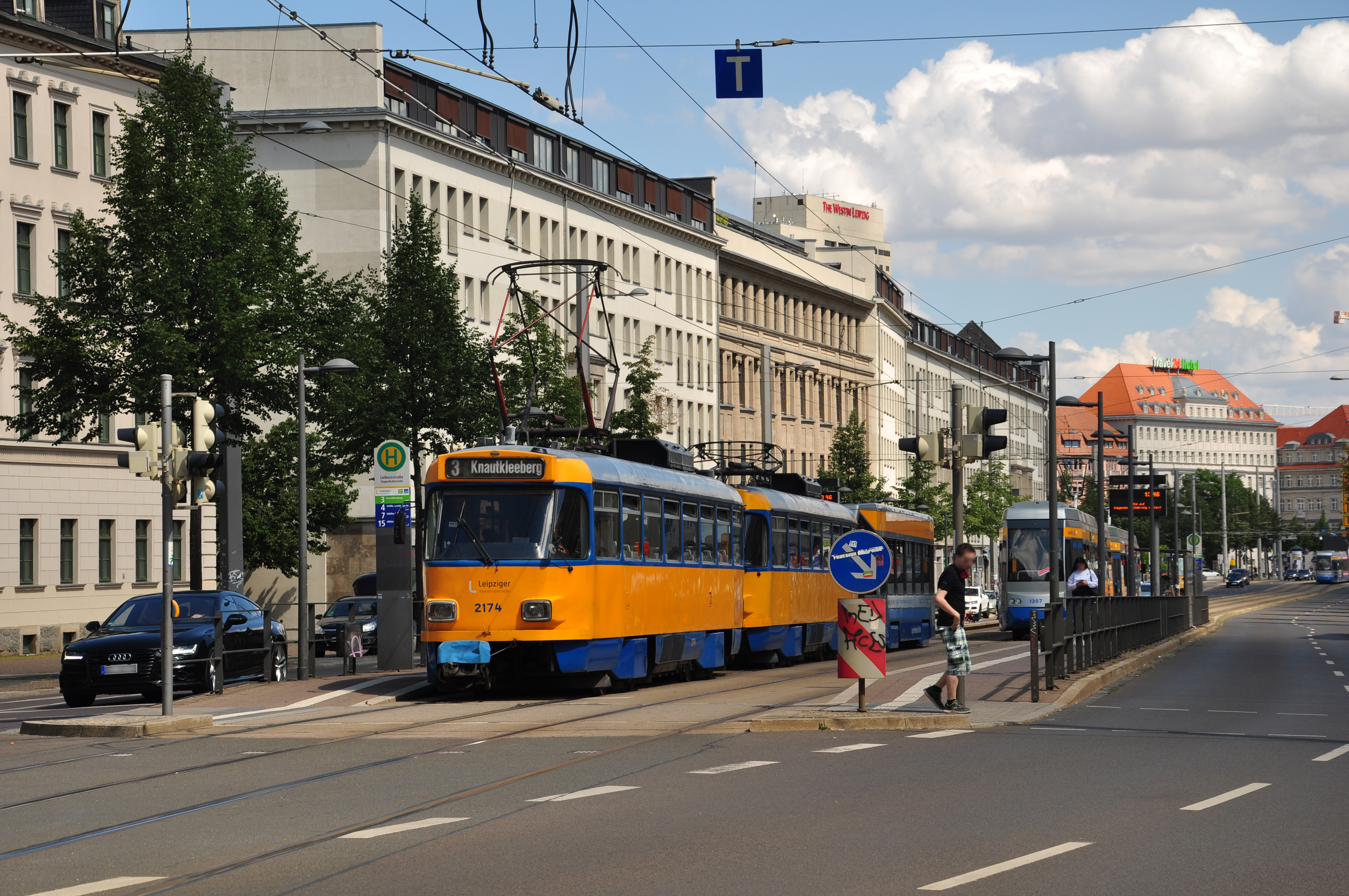
Моторні вагони Tatra T4D-M з причіпним низькопідлоговим вагоном

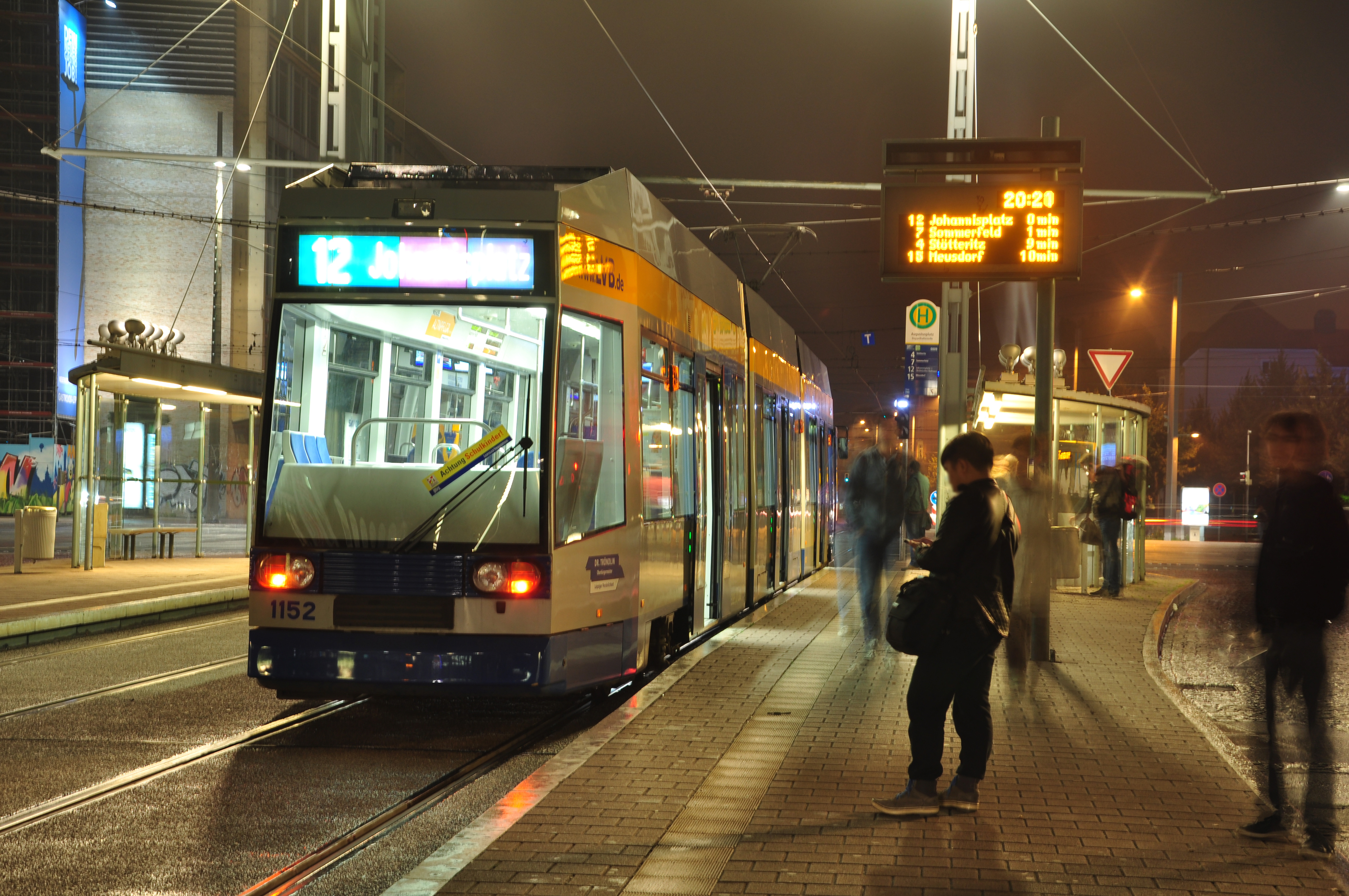
Вагон NGT8 на зіпинці Аугустусплатц

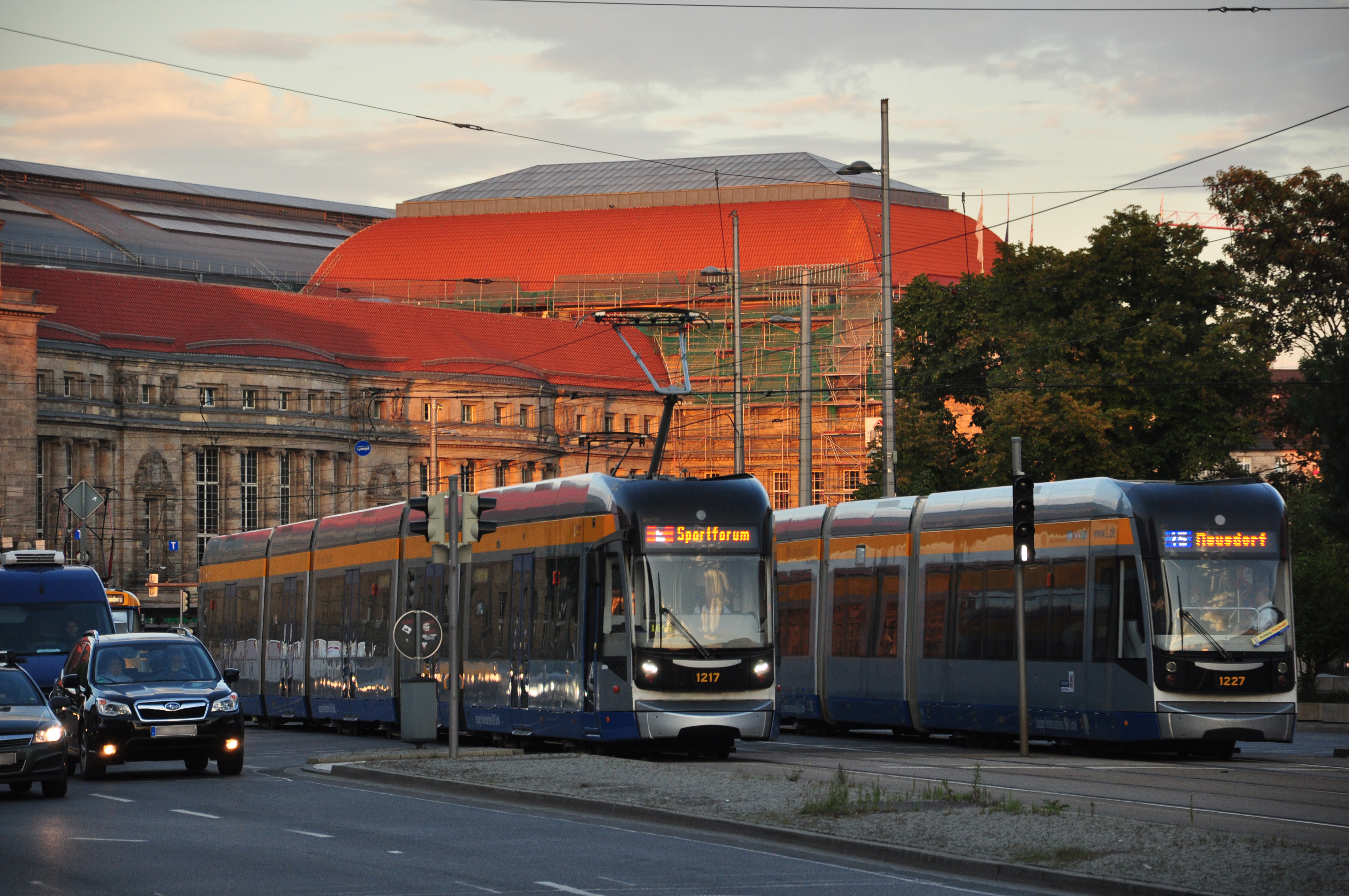
Вагони NGT12-LEI classicXXL біля головного залізничного вокзалу

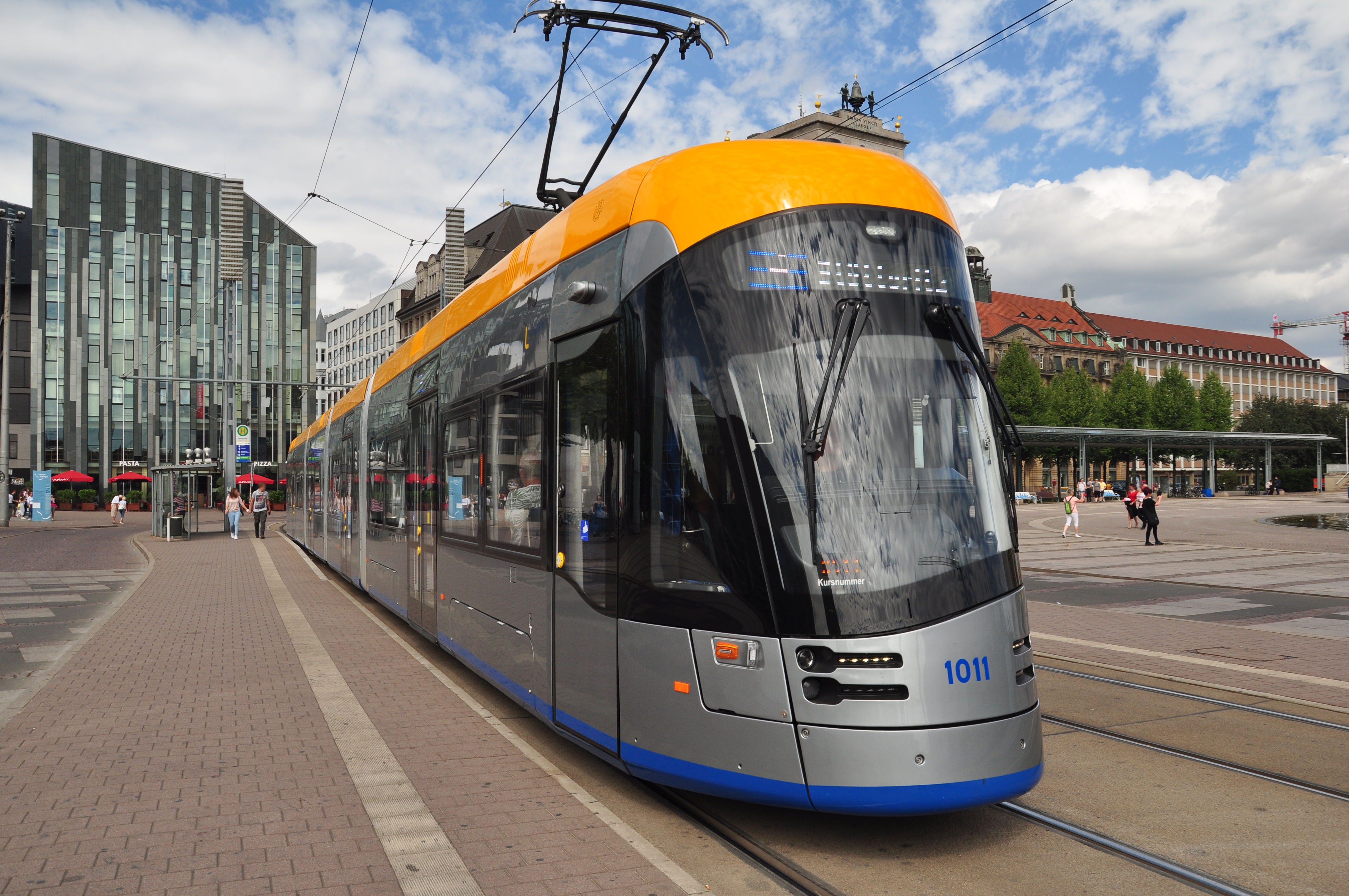
Вагон Solaris Tramino XL на площі Аугустусплатц

Зараз LVB обслуговує 47 автобусних маршрутів у місті Лейпциг та його околицях. Дев'ять маршрутів працюють вночі (десять у вихідні). Ці нічні лінії працюють в кільцевому русі з центральним вузлом на головному вокзалі.

## Пасажиропотік

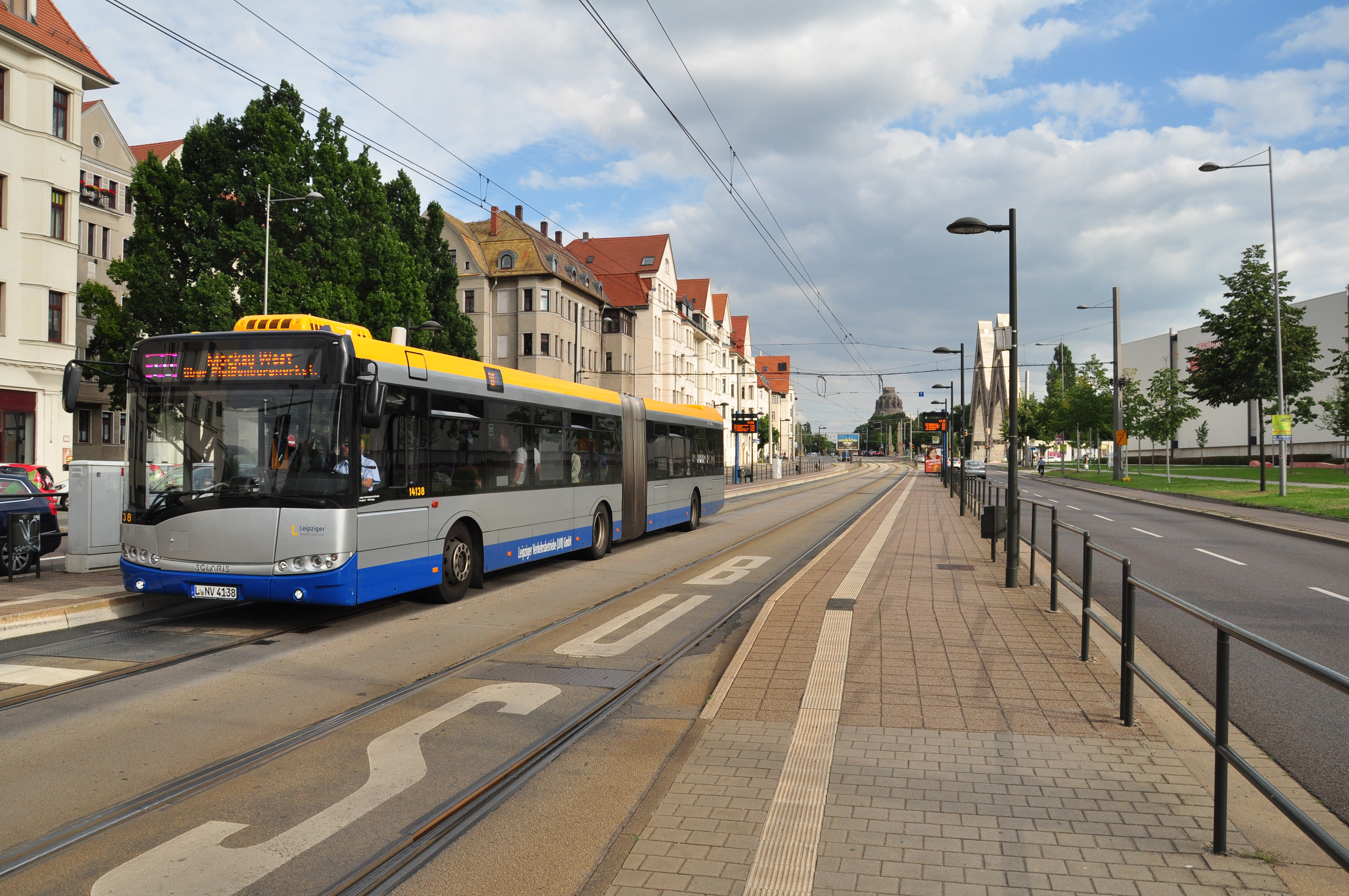
Автобус Solaris Urbino

Після того, як кількість пасажирів стрімко впала після возз'єднання Німеччини та досягла свого найнижчого рівня в 1998 році з менш ніж 80 мільйонами пасажирів. Після реформи мережі у 2001 році кількість пасажирів постійно зростає. Лише в 2014 році спостерігався значний спад, який був пов'язаний з початком роботи S-Bahn Mitteldeutschland і втратами транспортних послуг в окрузі Лейпциг. Приріст пасажирів останнім часом відставав від зростання кількості жителів. У 2017 році річний пасажиропотік склав 156 млн.

## Рухомий склад

### Трамваї
Станом на 28 серпня 2022 в місті працювали такі моделі трамваїв:
- Модернізовані Tatra T4D-M (Type 33c, d, e) - 30 шт. (у 2018 році 20 вагонів цієї моделі були продані до міста Дніпро)[2]
- Низькопідлогові причепні вагони NB4 (Тип 68), використовуються для Tatra T4D-M і NGT8 - 43 шт.
- Низькопідлогові зчненовані NGT8 (Тип 36) - 56 шт.
- Низькопідлогові зчленовані NGTW6L «Leoliner» LVB вагони 1301/1302 є прототипами, 1303 – 1350 є серійними - 48 шт.
- Низькопідлогові зчленовані NGT12-LEI (Bombardier Flexity Classic XXL, тип 38) - 33 шт.
- Solaris Tramino XL (також відомий як NGT10) (43 в експлуатації, 18 у розробці/не в експлуатації) - 61 шт.
- Загалом - 228 моторних вагонів та 43 причіпних.

### Автобуси
- Solaris Urbino 12 IV
- Solaris Urbino 18 III
- Solaris Urbino 18 IV
- Solaris Alpino 8.6
- MAN Lion's City (дизельні та гібридні)
- Mercedes-Benz Citaro (дизельні та гібридні)
- HESS SwissHybrid

## Історія

### 1872–1945

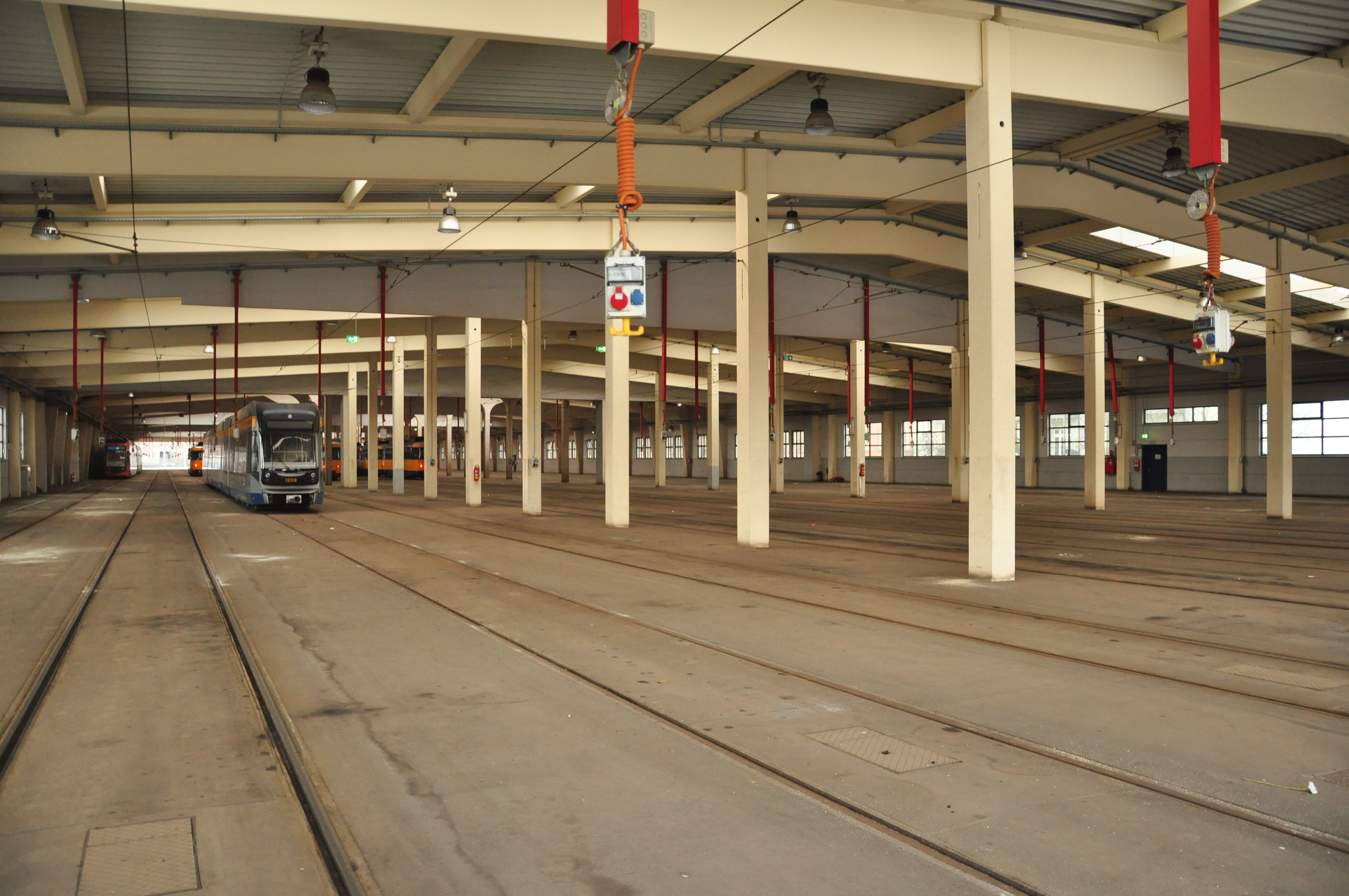
Ангар для відстою вагонів у депо Ангербрюке

18 травня 1872 року почала працювати Лейпцизька кінна залізниця (LPE). Станція Reudnitz була першим депо і водночас штаб-квартирою керівництва компанії. Через 25 років після відкриття ЛПЕ володіло 1013 конями, 172 вагонами і п'ятьма депо. Останній рейс кінного трамвая відбувся 16 квітня 1897 року. Поки роботи з електрифікації ще тривали, Великий Лейпцизький трамвай почав працювати 17 квітня 1896 року, а Лейпцизький електричний трамвай (LESt) — 20 травня того ж року. Близько 1900 року була заснована Leipziger Außenbahn AG (LAAG), яка намагалася встановити зв'язок із Шкойдіцем (у той час належав Пруссії). Для цього потрібен був спеціальний дозвіл від президента округу Мерзебург. Через великий попит ця лінія була двоколійною.
У 1913 році було засновано Leipziger Allgemeine Kraftomnibus AG (LAKAG), щоб конкурувати з трамваями. На початку Першої світової війни автобусне сполучення довелося знову припинити, оскільки автобуси вилучили для використання на війні. Під час Першої світової війни діяльність перестала бути прибутковою через бідність населення, тому Великий Лейпцизький трамвай і Лейпцизький електричний трамвай об'єдналися в 1916 році і були прийняті містом 1 листопада 1918 року. З 1925 року знову почали використовувати моторні автобуси. Тролейбусна система була створена в Лейпцигу у 1938 році і тролейбуси експлуатувалися до 1975 року – після скорочення ліній у 1960-х роках. У тому ж році (1938) назву компанії було змінено на Leipziger Verkehrsbetriebe.
Після Другої світової війни відбулося поступове оновлення автопарку, з 1951 року - вагонами VEB Lokomotiv-und Waggonbau Werdau (LOWA), а з початку 1960-х років чотиривісними зчленованими вагонами Gotha. У 1969 році були використані перші Tatra T4D з Чехословаччини, і вони стали основою трамвайного парку міста аж до кінця 1980-х років.

### Після об'єднання Німеччини у 1990р.
З 1993 року Leipziger Verkehrsbetriebe працює як  товариство з обмеженою відповідальністю. Щоб протистояти значному скороченню пасажиропотоку, LVB почав використовувати безбар’єрні низькопідлогові автобуси 1992 року випуску, а з 1995 року — трьохсекційні низькопідлогові зчленовані трамваї. У 1994 році продуктивність LVB становила 31,5 мільйона кілометрів пробігу для трамваїв і 6,8 мільйонів кілометрів для автобусів. У 1994 році кількість перевезених пасажирів склала 98 млн трамваями і 20 млн автобусами, а також 0,5 млн пасажирів у спеціальному сполученні. Тоді ще було 2723 працівники. На 1 січня 1995 року загальна довжина колії становила 328,2 км. Одноколійними були 8,4 км маршрутів. Парк складався з 553 моторних вагонів та 192 причіпник, а також 92 односекційні автобуси (45 з них MAN NL202) і 47 зчленованих автобусів (з них 10 низькопідлогових автобусів Mercedes-Benz O 405 GN і 37 високопідлогових Ikarus 280).
У 1998 році нічний рух було переведено на автобусні лінії, так звані Nightliners. У 2001 році відбулася комплексна реформа маршрутної мережі. З 2018 року також знову працює нічний рух трамваїв.